# Faubourg des Récollets

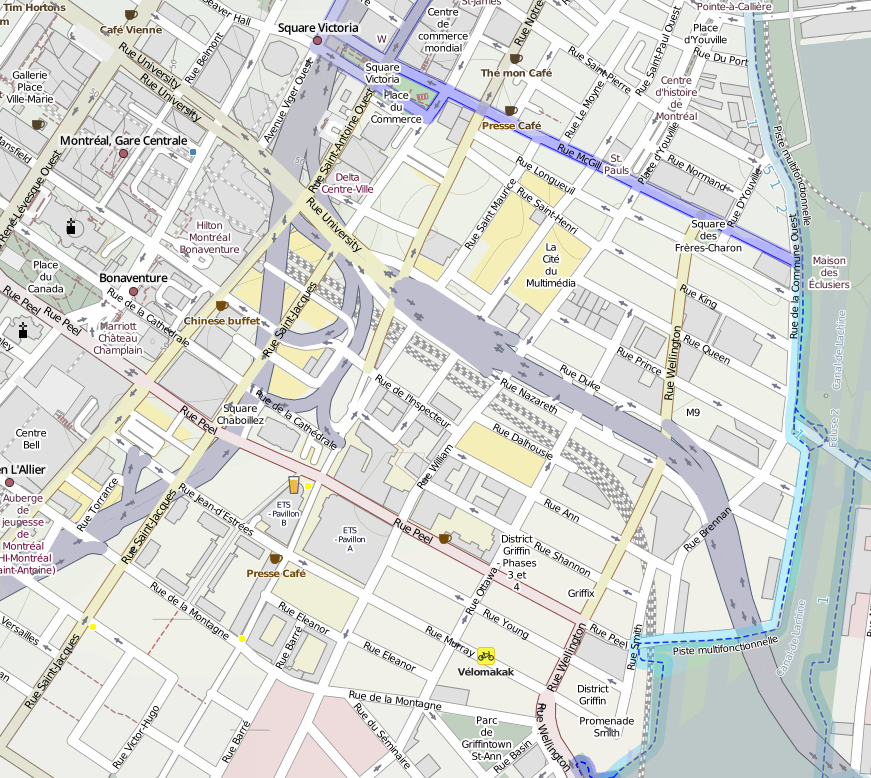
Carte

Le faubourg des Récollets, aussi appelé faubourg Saint-Joseph, est un quartier de Montréal situé immédiatement à l'ouest des anciennes fortifications.

## Situation

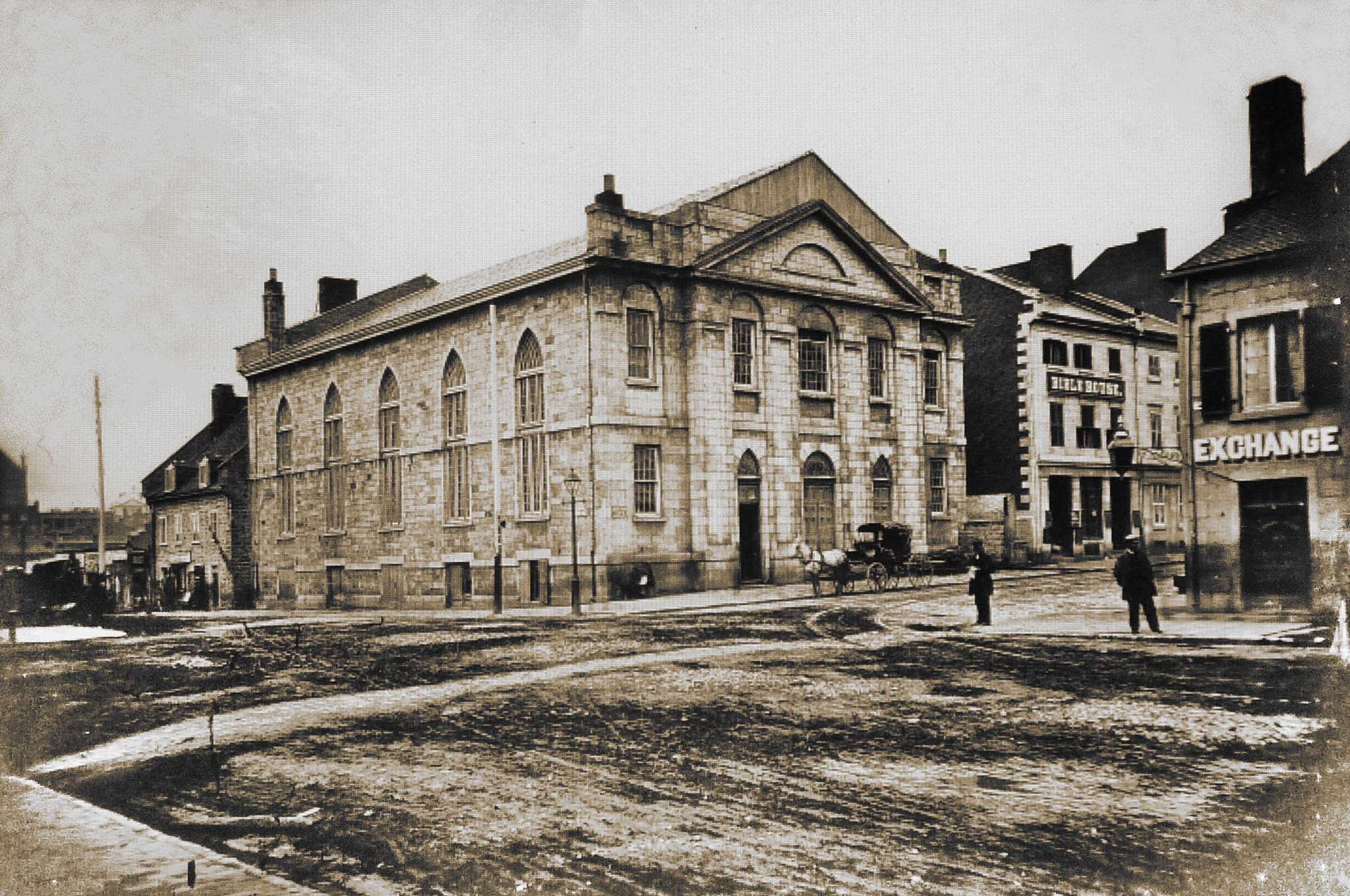
L'église presbytérienne américaine au coin des rues McGill et Saint-Jacques, 1865

Le faubourg des Récollets s'étend approximativement entre le canal de Lachine au sud, et entre les rues McGill à l'est, Saint-Antoine au nord et de la Montagne à l'ouest, bien que ces limites aient évolué au fil du temps.

## Histoire
À l'origine, le faubourg n'est constitué que de la terre agricole que concède Paul Chomedey de Maisonneuve à Jeanne Mance en 1654 et dont la partie sud, le fief Nazareth, sert de ferme aux Sœurs hospitalières de l'Hôtel-Dieu de Montréal jusqu'en 1792. Au nord, on accède par la porte des Récollets au premier faubourg de la ville, nommé du même nom et constitué de maisons de bois des habitants et les commerces des artisans.

## Attraits
|  |